# Janelle Lindsay
Janelle Mary Lindsay, OAM (ur. 12 grudnia 1976 w Bathurst) – australijska paraolimpijka tandemowa pilotka kolarska. Pilotowała Lindy Hou podczas igrzysk w Atenach w 2004 roku. Na igrzyskach zdobyła złoty medal w tandemie sprintowym kobiet B1–3 oraz brązowy medal w indywidualnej jeździe na czas kobiet na dystansie 1 km.